# Roger Priouret
 (septembre 2012).
Si vous disposez d'ouvrages ou d'articles de référence ou si vous connaissez des sites web de qualité traitant du thème abordé ici, merci de compléter l'article en donnant les références utiles à sa vérifiabilité et en les liant à la section « Notes et références ».
Roger Priouret, né le 15 septembre 1913 au Puy-en-Velay (Haute-Loire) et mort le 22 décembre 2000 à Paris, est un journaliste économique français qui a collaboré en particulier à France-Soir, à L'Express et au Nouvel Observateur, auteur de plusieurs ouvrages comme La France et le management (1968) et des Managers européens (1970).

## Biographie

### Jeunesse et formation
Roger Priouret est issu d’une famille aux origines paysannes très modestes. L’ascension sociale de son père – commis des postes après avoir été domestique de ferme – et de sa mère – commerçante après avoir commencé comme bonne de café – lui permet de faire des études de droit et de philosophie qu'il mène jusqu’à la licence. 

### Début de carrière (1934-1945)
Vers 1934, il vient à Paris et cherche un travail dans le journalisme, mais il ne trouve rien et se résout à prendre en charge une petite étude d’avoué que ses parents lui ont achetée.
En 1943, il s’engage dans la Résistance. Arrêté brièvement cette année-là puis, plus sérieusement, en mai 1944, il échappe de peu à la déportation. Après la Libération, alors qu’il envisage de revenir à son étude, un journaliste parisien qu’il a connu durant l’occupation, Roger Giron, le fait entrer au journal Front national, où il assure les fonctions de rédacteur parlementaire ; mais la cohabitation avec les communistes s’avère trop difficile et il démissionne au bout de sept mois. Il ne cache du reste pas ses sympathies pour un Parti radical-socialiste au nom duquel il est candidat aux élections cantonales, municipales et législatives de 1945, subissant un triple échec.

### Journaliste radical (1945-1965)
Il se recentre alors sur sa carrière médiatique. Après un passage de deux ans à Paris-Presse, il rejoint  en 1947 L'Intransigeant, dirigé par Paul Gordeaux. C'est là que Pierre Lazareff l’intègre à l’équipe qui, à partir de 1948, doit moraliser France Dimanche. Il y fait la connaissance de Jean-Jacques Servan-Schreiber et Françoise Giroud. En 1948, il publie son premier livre, La République des partis. L’opération de moralisation de France Dimanche ayant échoué, il est remercié en 1950. À partir de cette date, notamment durant sa collaboration à La Vie française (1952) et à La Tribune de Saint-Étienne, il commence à s'intéresser aux questions économiques.
Il publie cependant un livre sur la franc-maçonnerie (La Franc-maçonnerie sous les lys) et collabore aux entretiens qui ont lieu alors entre L'Express et Pierre Mendès France. Il lui arrive aussi d’organiser pour Le Figaro des tables rondes mensuelles ouvertes à des opinions différentes de celle du journal. 
Il se tourne définitivement vers l’économie en 1958-1959. Considérant en effet que le 13 mai 1958 signifie l’arrivée au pouvoir de l’extrême droite, il est violemment opposé au nouveau régime. À partir de 1959, il cesse de suivre l’actualité politique, prenant la direction du service économique de France-Soir. Mais l’orientation pro-gouvernementale adoptée en 1965 par le quotidien provoque sa démission et son entrée au groupe Express. 

### Le groupe Express (1965-1977)
En septembre 1966, il y devient éditorialiste économique et conseiller de la direction, associé de très près à la gestion de l’entreprise (management, publicité). Il a d’ailleurs dans ce domaine publié des ouvrages comme La France et le Management (1968) ou Les Managers européens (1970). 
Il lui arrive aussi de servir, pour l’ORTF, d’interlocuteur au Premier ministre (26 septembre 1966) ou de présentateur d’un débat politique entre Michel Debré et Gaston Defferre (1966). Mais sa seconde activité principale est surtout celle de conseiller de la rédaction de L'Expansion. Il y impose l’interdiction de toute publicité financière et y favorise, en « faisant le pont […] entre la démocratie chrétienne et des gens qui y étaient totalement étrangers », le rapprochement entre Jean-Louis Servan-Schreiber et Jean Boissonnat.
L’année 1970 marque une première rupture avec le groupe Express. S’il participe à la rédaction du manifeste radical Ciel et terre de Jean-Jacques Servan-Schreiber, il perd son rôle de conseiller lorsque ce dernier se lance dans la politique. Tout en continuant à donner un éditorial à L'Express, il obtient de Jean Farran (son voisin à la campagne), une chronique quotidienne  sur RTL, à propos les problèmes économiques et sociaux. Comme il l’explique dans son essai Les Français mystifiés (1973), sa mission consiste à apporter « au grand public la connaissance de l’économie » ou « qu’au moins, il ne soit pas mystifié ».
Les années 1970 le voient s’ouvrir aux thématiques de gauche sur les limites du développement du capitalisme et de la consommation. S’il se définit clairement comme un radical, il lui arrive de collaborer à L'Unité afin d’ouvrir « le débat sur les objections que peuvent faire au Programme commun des responsables économiques – cadres ou fonctionnaires – qui se sont ralliés à François Mitterrand en faisant des réserves sur les aspects économiques de ce programme ». Il considère notamment que la victoire de la gauche n’est possible « que si elle obtient le concours d’une fraction de salariés assez au courant des faits économiques mais qui font des réserves » sur ce plan là. Ainsi, entre les deux tours de la campagne présidentielle de 1974, il n’hésite pas à utiliser sa tribune dans L'Express pour prendre parti pour Mitterrand. 
Mais il se sent beaucoup moins intégré dans la vie de la rédaction qu’avant 1970 et lorsque Jean-Jacques Servan-Schreiber vend l'entreprise à Jimmy Goldsmith, il la quitte (mars 1977). 

### Le Nouvel Observateur(1977-1986)
Tout en continuant ses interviews pour L'Expansion et ses éditoriaux au Progrès de Lyon, il participe au lancement du Matin de Paris comme éditorialiste économique (mars 1977). Mais sa collaboration est de courte durée et, dès février 1978, il intègre la maison-mère du groupe Perdriel, Le Nouvel Observateur. Chargé d’y couvrir l’actualité économique avec le titre d’éditorialiste, il ne se gêne pas pour critiquer « Les faiblesses du Projet socialiste » (10 décembre 1979 – no 857) ou « Les nouveaux choix économiques de François Mitterrand » (21 juin 1980 – no 815). En septembre 1978, il doit quitter ses fonctions d’intervieweur à L'Expansion.
Il poursuit celles-ci au Nouvel Observateur en s’attachant à donner la parole à des décideurs politiques ou économiques de tous bords. De mai 1978 à décembre 1979, il ne donne d’ailleurs la parole presque qu’à des ministres ou des personnalités de la majorité (René Monory, Jean-François Deniau, André Giraud, Raymond Barre, Jacques Chirac, Maurice Charretier). Il cesse totalement cette ouverture en 1980 pour ne se consacrer qu’à des grands patrons (Christophe Riboud, Jean-Pierre Bouyssonnie) puis, lors de la campagne présidentielle de 1981, qu’à des personnalités de gauche (Pierre Mendès France le 13 avril, François Mitterrand le 4 mars).
En 1983, il publie, en collaboration avec Philippe Alexandre, Marianne et le pot au lait, ouvrage consacré à la politique économique de la gauche. 
Il prend sa retraite du journal en avril 1986.

## Gouvernement des entreprises et management
Dans La France et le management il s'attache à analyser les caractéristiques du gouvernement des entreprises à la française et celle du management de celles-ci à l'américaine en reprenant les analyses de Peter Drucker, Octave Gélinier et son Secret des structures compétitives et les Mémoires d'Alfred Sloan.
Pour lui, le management — de l'italien maneggiare qui signifie manœuvrer, conduire — est « la mise sous tension rationnelle de l'ensemble des éléments qui composent une entreprise » .
L'origine en est un accident de chemin de fer en 1841 à la Western Railroad (Massachusetts) et l'intégration verticale de Cyrus McCormick dans les années 1830, 1850.

## Publications
- La Franc-maçonnerie sous les lys, Grasset, 1953.
- Les Origines du patronat français, Grasset, 1962.
- La France et le management, Hommes et Techniques/Denoël, 1968.
- Les Managers Européens, Denoël, 1969.
- Roger Priouret et Philippe Alexandre, Marianne et le pot au lait, Grasset, 1983.